# Lessenaarsdak

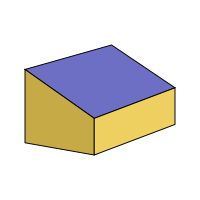
Schematische voorstelling.

Een lessenaar(s)dak is een dakvorm die bestaat uit slechts één dakvlak of dakschild, dat onder een zekere helling is aangebracht. Het is daarmee naast het platte dak de eenvoudigste afdichting van een gebouw. Er is hoogstens een dakgoot nodig aan de laagste zijde om het hemelwater op te vangen en af te voeren via het riool.

## Constructie

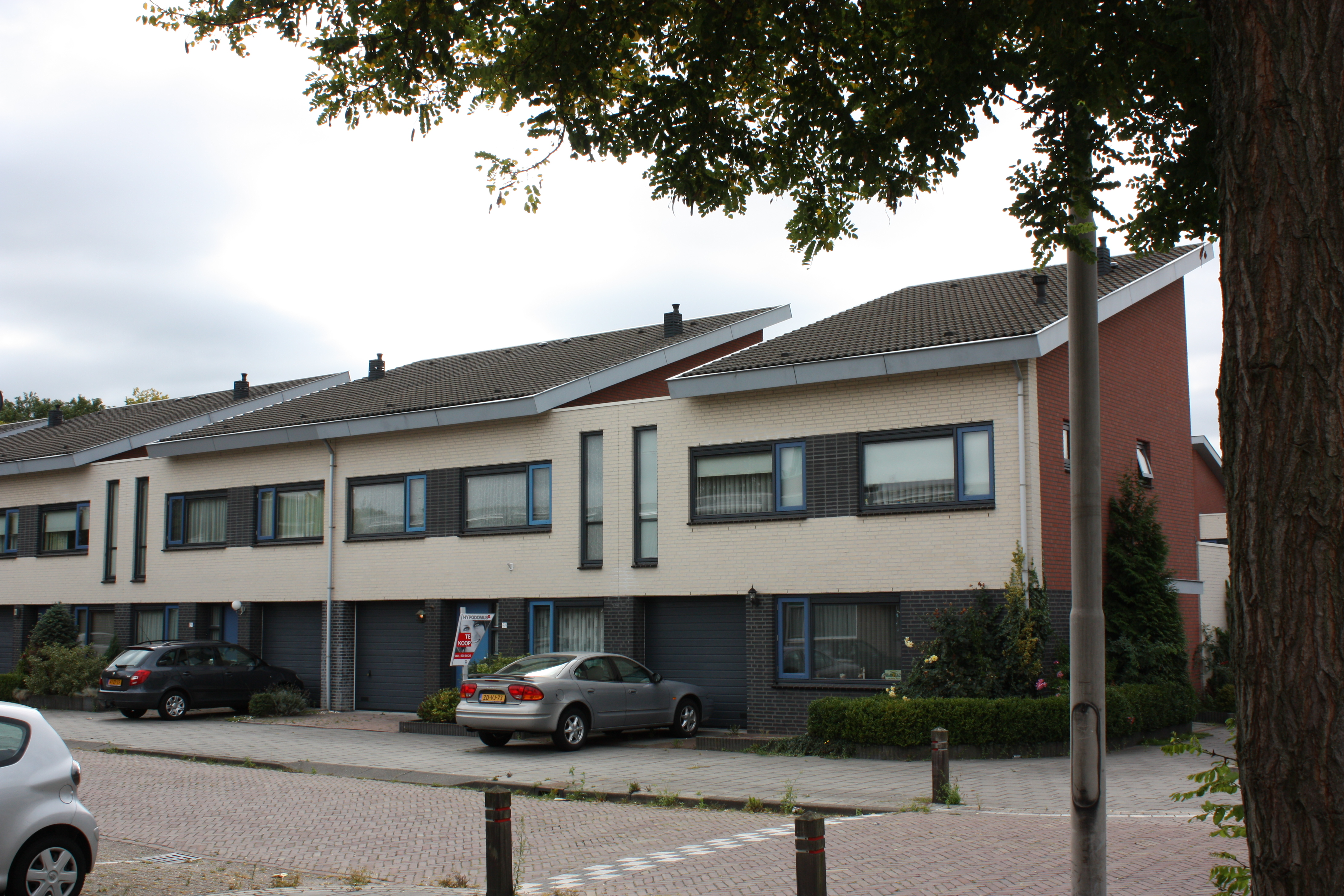
Lessenaarsdaken op woningen in Cederpark Eindhoven.

Bij woningen wordt de bovenkant van de bouwmuren in de juiste schuinte opgemetseld of anderszins beëindigd. Vlak met de bovenkant hiervan worden de gordingen opgelegd en verankerd aan de constructie eronder. Hierop komt het dakbeschot met (meestal) isolatie. Hierop komt uiteindelijk de dakbedekking, bijvoorbeeld dakpannen, leien of golfplaten.
Afhankelijk van de hellingshoek zal bepaald moeten worden welke bedekking het meest geschikt is. Hierbij spelen ook esthetische aspecten een rol.